# Uclés
Uclés község Spanyolországban, Cuenca tartományban. Uclés Almendros, Villarrubio, Tribaldos, Tarancón, Huelves, Paredes, Spain, Alcázar del Rey, Rozalén del Monte, Saelices, Villamayor de Santiago, Pozorrubio, Spain és Torrubia del Campo községekkel határos. Lakosainak száma 235 fő (2024).

## Népesség
A település népessége az utóbbi években az alábbiak szerint változott:
| Lakosok száma | 306  | 287  | 263  | 246  | 242  | 224  | 225  | 222  | 226  | 235  |
|               | 2001 | 2004 | 2006 | 2009 | 2011 | 2014 | 2016 | 2019 | 2021 | 2024 |